# Alluvione di Firenze del 4 novembre 1966
L'alluvione del 4 novembre 1966 fa parte di una serie di straripamenti del fiume Arno che hanno mutato, nel corso dei secoli, il volto della città di Firenze. Avvenuta nelle prime ore di venerdì 4 novembre 1966, fu uno dei più gravi eventi alluvionali di sempre in Italia e si verificò a seguito di un'eccezionale ondata di maltempo che causò forti danni non solo a Firenze, ma anche a Pisa, in gran parte della Toscana e, più in generale, in tutto il Paese. A Pisa questa alluvione causò il crollo del ponte Solferino e in seguito di un gran tratto del lungarno Pacinotti, che franò nell'Arno.
Diversamente dall'immagine che in generale si ha dell'evento, l'alluvione non colpì solo il centro storico di Firenze, ma l'intero bacino idrografico dell'Arno, sia a monte sia a valle della città. Sommersi dalle acque furono anche diversi quartieri periferici della città come Rovezzano, Brozzi, Peretola, Quaracchi, svariati centri del Casentino e del Valdarno in Provincia di Arezzo, del Mugello (dove straripò anche il fiume Sieve), alcuni comuni periferici come Campi Bisenzio, Sesto Fiorentino, Lastra a Signa e Signa (dove strariparono i fiumi Bisenzio ed Ombrone Pistoiese e praticamente tutti i torrenti e fossi minori) e varie cittadine a valle di Firenze, come Empoli e Pontedera. Dopo il disastro, le campagne rimasero allagate per giorni, e molti comuni minori risultarono isolati e danneggiati gravemente. Nelle stesse ore, sempre in Toscana, una devastante alluvione causò lo straripamento del fiume Ombrone, che colpì gran parte della piana della Maremma e sommerse completamente la città di Grosseto.
Nel frattempo anche altre zone d'Italia vennero devastate dall'ondata di maltempo: molti fiumi del Veneto, come il Piave, il Cordevole, il Brenta e il Livenza, strariparono e ampie zone del Polesine furono allagate; in Friuli lo straripamento del Tagliamento coinvolse ampie zone e comuni del suo basso corso, come Latisana; in Trentino la città di Trento fu investita pesantemente dallo straripamento dell'Adige; a Venezia un'eccezionale acqua alta causò un'altra alluvione.

## Storia

### Antefatti
Gli ultimi giorni di ottobre e i primi del novembre 1966, in Toscana, erano stati caratterizzati da violente ed intense precipitazioni, interrotte solo da brevi schiarite nel giorno di Ognissanti. Le piogge erano aumentate di intensità nella giornata del 3 novembre, ma a Firenze e dintorni nessuno si dava eccessive preoccupazioni, dato che le piene dell'Arno, del Bisenzio, dell'Ombrone Pistoiese e degli altri corsi d'acqua erano per tutti un "classico d'autunno", occasione magari per una chiacchierata con i concittadini sulle spallette e sugli argini, ed anzi, in città e nei dintorni, ci si preparava a trascorrere in casa il 4 novembre, anniversario della vittoria nella prima guerra mondiale, allora festa nazionale. Le vittime dell'alluvione furono relativamente poche anche per questa casualità: le cose sarebbero andate molto peggio se le acque avessero sorpreso i fiorentini che andavano al lavoro o i contadini all'opera nei campi in un giorno feriale.

### Giovedì 3 novembre
Il ponte sospeso dell'Anchetta, località sulla sponda destra vicino a Le Sieci lungo la statale aretina, fu la prima struttura costruita sull'Arno nella zona fiorentina a cedere intorno alla mezzanotte. Il ponte era stato costruito come scommessa personale tra il 1947 e il 1949 da una persona sola, Guido Bartoloni, il quale era un barcaiolo figlio di barcaioli. Bartoloni aveva comprato i materiali e li aveva portati sulle rive vicino a Vallina; per i cavi utilizzò una vecchia teleferica militare. L'inaugurazione del ponte avvenne il 10 luglio 1949. Bartoloni recuperò piano piano le spese del ponte facendo pagare il pedaggio: 10 lire.
La furia dell'Arno distrusse i cavi e travolse il ponte. Parti delle strutture rimasero per diversi anni vicino alla riva. Il ponte non fu più ricostruito.
- 08:00: a Firenze sta piovendo senza sosta da quasi due giorni; il vento è molto forte e l'acqua continua a cadere in modo ininterrotto. Il bacino dell'Arno, a causa dell'ingrossamento del fiume, viene monitorato con sempre maggiore attenzione. Inizia a nevicare sul Casentino e sul Mugello, che sono da sempre le due porzioni di bacino maggiormente responsabili delle piene dell'Arno e dei suoi affluenti;
- 15:00: su Firenze si sta abbattendo un violento temporale. Dai comandi militari partono le segnalazioni e i fonogrammi verso il Ministero della Difesa e dell'interno, avvertendo che la situazione, pur essendo sotto controllo, necessita di essere seguita con attenzione. Alcuni torrenti sono notevolmente ingrossati e potrebbero provocare danni alle infrastrutture ed alle persone. Da Roma arriva un invito alla tranquillità, evitando gli allarmismi;
- 18:00: le forti perturbazioni colpiscono tutto il bacino dell'Arno e le stazioni pluviometriche registrano valori elevatissimi; a Firenze, in quella notte, cadranno tra i 180 e i 200 litri su m², cioè tra 18 e 20 cm in altezza. Il livello dell'Arno inizia a crescere con sempre maggiore rapidità. L'idrometro, prima di essere distrutto, segnalerà 8,69 metri. La temperatura sale di 5 gradi in modo inaspettato: questo sbalzo contribuirà allo scioglimento delle nevi sulle catene montuose, che porteranno a valle ancora più acqua. A monte, molti torrenti iniziano a tracimare, mentre sull'Arno il livello è ancora entro i limiti di guardia, tale che non venne, a suo tempo, classificato in nessuna delle categorie a rischio idraulico (R.D. 25 luglio 1904, numero 523). Solo in alcuni tratti, per qualche affluente, sono stati rafforzati gli argini;
- 20:30: nel centro storico è tutto pronto per la festa delle Forze Armate, che si sarebbe dovuta festeggiare il giorno dopo. Le vie sono piene di tricolori e stendardi gigliati. Quasi come fosse un presagio, al teatro Verdi viene proiettato il film La Bibbia di John Huston, con tanto di scena sul diluvio universale. Altre sale non sono da meno: alcuni titoli in proiezione sono I combattenti della notte, Che notte ragazzi! e Viaggio allucinante. Alla televisione non vi è nulla di particolarmente interessante che invogli a fare tardi: sul primo canale viene trasmessa prima una tribuna politica di un'ora di Luigi Longo, segretario nazionale del PCI, ed a seguire il Festival della Canzone Italiana in Svizzera; il secondo canale offre prima un breve sceneggiato con Clint Eastwood e poi il Rapporto del Ministro Tremelloni sulle nostre Forze Armate;
- 21:00: in una sala riservata dell'Hotel Minerva alcuni consiglieri comunali, assessori e il sindaco Piero Bargellini sono riuniti per stabilire alcuni assetti politici; il governo di Palazzo Vecchio è in crisi. Ma nessuno sembra badare all'Arno. Bargellini, che era stato promotore dell'iniziativa «Firenze pulita», scherza sull'incessante pioggia dicendo: «Firenze pulita va bene, ma così mi pare che si esageri».[3]
- 22:00: iniziano a giungere le prime notizie allarmanti dal Mugello e dalla provincia di Arezzo (Casentino, Valdarno Superiore), dove fiumi, torrenti e fossi in piena hanno rotto gli argini. Le segnalazioni ai Vigili del Fuoco e alle forze dell'ordine si moltiplicano. Una squadra formata da Vigili del Fuoco, carabinieri e più di cento uomini del reparto mobile della Polizia di Stato partono per il Valdarno;
- 23:00: il livello dell'Arno continua a crescere; adesso inizia ad inquietare. I Vigili del Fuoco hanno già ricevuto 130 chiamate di piccoli allagamenti di scantinati e garage. Le campagne sono allagate e le famiglie che vi abitano sono salite sui tetti. Alcuni tratti dell'Autosole e della linea ferroviaria sono allagati;
- 24:00: l'Arno inizia la sua opera di devastazione tracimando nel Casentino e nel Valdarno Superiore. Nella zona di Incisa in Val d'Arno vengono interrotte l'Autostrada del Sole e la ferrovia per Arezzo e Roma. Le acque dell'Arno invadono Montevarchi, Figline Valdarno, Incisa in Val d'Arno, Rignano sull'Arno, Pontassieve, Le Sieci, Compiobbi ed Ellera.

### Venerdì 4 novembre
Alle ore 3.00 del 4 novembre la nuova sede de La Nazione di via Paolieri era in uno stato di totale sorpresa. Franco Nencini telefona a Carlo Maggiorelli, 52 anni, che era addetto alla sorveglianza degli impianti idrici dell'Anconella. Maggiorelli sta facendo il turno di notte e sta lavorando dalle ore 20.00 del 3 novembre. Nencini chiede all'uomo cosa stia succedendo. Maggiorelli gli risponde che lì è un totale disastro, che stanno affogando tutti e che all'1.00 avevano dovuto bloccare i motori. Nencini lo esorta ad andarsene e a mettersi in salvo finché è in tempo. Maggiorelli resiste dicendo di non poter abbandonare la sua postazione, anche perché forse non può più fuggire. Nencini insiste, ma la telefonata viene interrotta dall'onda travolgente dell'Arno. Maggiorelli muore in diretta telefonica; verrà ritrovato due giorni dopo in un cunicolo ricoperto di fango.
- 00:16: in mezza Toscana si verificano smottamenti e frane a causa dell'acqua e straripano anche dei fiumi. Non è più possibile comunicare con il Casentino; l'Arno è straripato a Ponte a Poppi, allagando tutto il paese: la situazione è tragica e le persone si sono rifugiate sui tetti;
- 01:00: l'Arno straripa in località La Lisca, nel comune di Lastra a Signa. Vengono interrotte la strada statale Tosco-Romagnola e le comunicazioni tra Firenze ed Empoli (allora non era stata ancora costruita la SGC FI-PI-LI). A Firenze sui lungarni sono affacciate diverse persone che osservano la situazione: sono presenti poliziotti, ingegneri del Genio Civile, giornalisti, il sindaco e il prefetto. Ci si domanda se dare l'allarme alla città suonando tutte le campane oppure evitare il panico sperando che non accada niente: si opta per la seconda opzione;
- 01:30: la piena dell'Arno si fa notare attraverso le fogne: l'acqua affiora in Piazza Mentana e anche attraverso il passaggio dell'antica porticciola d'Arno;
- 02:00: il torrente Mugnone, affluente dell'Arno in piena città, rompe gli argini e straripa presso il Parco delle Cascine a Firenze. L'ippodromo viene allagato; il custode Cesare Nesi, informato da una guardia campestre, chiama il personale e i proprietari dei cavalli. I 260 cavalli presenti sono terrorizzati; si tenta a fatica di portarli in salvo sui camion. Settanta cavalli di razza muoiono. Le carcasse verranno bruciate per evitare un'epidemia. Anche lo zoo viene allagato ed il cammello Canapone, amato dai bambini, affoga;
- 02:30: le fognature granducali esplodono una dopo l'altra in quanto la pressione dell'Arno è troppo forte. Il fiume straripa alla Nave a Rovezzano, a Varlungo e a San Salvi. Nell'Oltrarno di Firenze, nel quartiere di Gavinana, inizia la paura per i cinquantamila fiorentini che vi abitano: la gente cerca di sgomberare gli scantinati e si rifugia nei piani più alti. Nella zona di Santa Croce l'acqua inizia a inondare via de' Benci;
- 03:00: alla nuova sede de La Nazione, in via Paolieri, si cerca di fare un quadro della situazione. Nessuno in redazione si aspettava un evento di dimensioni così catastrofiche. Franco Nencini chiama per telefono Carlo Maggiorelli, addetto alla sorveglianza degli impianti idrici dell'Anconella, per avere qualche informazione. La situazione descritta da Maggiorelli è tragica; l'acqua lo travolge durante la telefonata;
- 03:30: un sottufficiale dei Vigili del fuoco, vedendo l'acqua che zampilla dai muretti, telefona al suo comando per dare l'allarme. La Prefettura e Palazzo Vecchio bombardano il Ministero dell'interno a Roma per chiedere aiuti e rinforzi, ma il ministero non comprende fino in fondo il livello di emergenza. L'acqua dell'Arno arriva a Bellariva;
- 03:48: arriva la prima notizia dell'ANSA: «La situazione in Toscana diventa sempre più grave. La pioggia non accenna a cessare e i corsi d'acqua, specialmente i più piccoli, sono notevolmente ingrossati. In provincia di Firenze, è emergenza a Incisa Valdarno e negli altri centri in prossimità dell'Arno, nel quale confluiscono altri torrenti. Le acque hanno invaso molte abitazioni»;
- 04:00: le acque dell'Arno invadono il Lungarno Benvenuto Cellini, corrono per via dei Renai e sommergono una larga parte dell'Oltrarno storico, i quartieri di San Niccolò, Santo Spirito, San Frediano, l'Isolotto e San Bartolo a Cintoia, fermandosi solo a Soffiano ed alle porte di Scandicci. L'acqua inizia ad affluire nel quartiere di Santa Croce e si interrompe l'erogazione di energia elettrica. A San Piero a Ponti il Bisenzio inonda la stazione del Genio Civile, posta sull'argine; la gente della zona inizia a tirare fuori le cateratte, credendo di avere a che fare con una delle solite tracimature del fiume, che al massimo portavano ad un allagamento di qualche decina di centimetri nelle zone più prossime all'argine. A San Donnino, il priore Don Giovanni Mantellassi riceve la telefonata di un amico parroco che lo avverte del pericolo imminente e fa suonare le campane a distesa per avvertire i parrocchiani ma pochi prendono sul serio l'allarme, confidando nella robustezza dell'argine strada mediceo che ha sempre retto anche alle più forti piene del passato;
- 04:30: inizia il dramma nella periferia occidentale: Lastra a Signa e una parte del comune di Scandicci (San Colombano, Badia a Settimo) sono allagate dalle acque di alcuni torrenti (Vingone, Rimaggio, Guardiana).

La zona tra via de' Benci e corso dei Tintori è completamente allagata. Verso le 5 di mattina del 4 novembre un uomo sta gridando aiuto: è attaccato ad un palo della segnaletica stradale, ha il corpo sommerso e dall'acqua spunta solo la sua testa. Non ci sono soccorsi organizzati. Qualcuno dalle finestre vicine crea una corda fatta con lenzuola annodate. I tentativi di lancio vanno più volte a vuoto. Dopo averla lanciata più volte alla fine l'uomo riesce ad aggrapparvisi. Dalle finestre si spera che non si spezzi. Dopo qualche minuto l'uomo riesce a mettersi finalmente in salvo.
- 05:00: l'Arno straripa anche nella zona del Lungarno Acciaioli e di quello alle Grazie, mentre nel resto della città l'acqua è a filo delle spallette. Gli orefici del Ponte Vecchio cercano di mettere in salvo i gioielli preziosi; a pochi passi via de' Bardi è allagata. Precipita la situazione nella provincia. A San Piero a Ponti il Bisenzio rompe l'argine e le sue acque si riversano su San Mauro a Signa, dove gli abitanti si mettono in salvo grazie alla prontezza del priore Don Armido Pollai che ha fatto suonare le campane a stormo per dare l'allarme, e poi sulla parte sud del comune di Campi Bisenzio. Montelupo Fiorentino è sommersa dalle acque del fiume Pesa, che non riescono a confluire in Arno;
- 05:30: a Reggello, il torrente Resco è straripato per la strozzatura dell'alveo dovuta a una frana della montagna. La frana e l'acqua esondata travolgono tutto ciò che incontrano, tra cui un piccolo borgo, Le Lastre, dove tutte le abitazioni vengono distrutte. Sette persone (tra cui una giovane donna incinta di sette mesi) rimangono uccise, mentre molti sono i feriti. Alcune delle vittime vengono ritrovate sotto le macerie delle loro case, due bimbe e la loro mamma scompaiono nel torrente. Una di loro, Guidalma, viene riportata quasi subito sul piano della strada, ormai priva di vita. La sorellina e la mamma vengono ritrovate a distanza di giorni molto più a valle nel torrente.[4]
- 06:50: a Firenze cede la spalletta di Piazza Cavalleggeri: la furia dell'Arno si abbatte sulla Biblioteca Nazionale Centrale e sul quartiere di Santa Croce;
- 07:00: la tipografia de La Nazione è allagata di 5 metri andando fuori uso. Solo nelle zone ancora intatte esce con il titolo «L'Arno straripa a Firenze». Marcello Giannini, caporedattore della sede Rai fiorentina (allora in pieno centro storico, esattamente in piazza Santa Maria Maggiore), chiama il direttore a Roma, ma la notizia non convince la sede centrale. Durante il suo giornale radio allora decide di calare il suo microfono fuori dalla finestra e far sentire in diretta la furia dell'Arno che scorreva tra le strade: «Ecco» disse Giannini «non so se da Roma sentite questo rumore. Bene: quello che state sentendo non è un fiume, ma è via Cerretani, è la via Panzani, è il centro storico di Firenze invaso dalle acque».[5]
- 08:30: l'Ombrone Pistoiese rompe gli argini a Castelletti (comune di Signa) e le sue acque si uniscono a quelle del Bisenzio sommergendo Lecore, Sant'Angelo a Lecore, Le Miccine, San Giorgio a Colonica e una parte del comune di Prato (Castelnuovo, Tavola). Anche gli abitanti di questa zona, come quelli di San Piero a Ponti abituati alle piccole inondazioni del fiume, non si rendono conto del pericolo, limitandosi a mettere gli oggetti su mensole o rialzi e nessuno pensa di mettere in salvo i vitelli e le mucche nelle stalle. A Sant'Angelo a Lecore si raggiungeranno i 4,20 metri di acqua ed il ricco patrimonio zootecnico sarà pressoché distrutto;
- 09:00: le acque limacciose dell'Arno irrompono in Piazza del Duomo a Firenze. L'Arno comincia a defluire dalla Porta San Frediano mentre da tutte le fognature l'acqua defluisce con forza in via Pisana. Alle ore 11.00 sarà divenuto un vero e proprio fiume di acqua fangosa e piena di chiazze di nafta.

Firenze via Tito Speri sommersa dall'acqua.

La Basilica di Santa Croce invasa dalle acque dell'Arno

- 09:30: in alcune zone di Firenze l'acqua ha raggiunto il primo piano delle abitazioni. Il sindaco Piero Bargellini, assediato dalle acque in Palazzo Vecchio, manda le prime richieste di aiuto. Nel viale Edmondo De Amicis saltano le condotte dell'acqua ed è fuori uso anche l'amplificatore di stato. L'Arno rompe anche nella zona di Quaracchi e sommerge i sobborghi di Peretola, Brozzi e la piana dell'Osmannoro nel comune di Sesto Fiorentino;
- 10:00: in via Scipione Ammirato a Firenze esplode un deposito di carburo e muore un anziano pensionato. L'Arno travolge l'argine strada mediceo a San Donnino (quello in cui avevano avuto troppa fiducia gli abitanti nella nottata), che verrà pressoché sommersa. Nella stessa zona tracimano anche il Fosso Reale ed il Fosso Macinante. Stavolta l'allarme lanciato dai parroci suonando le campane a martello viene preso sul serio dalla popolazione che può così rifugiarsi ai piani superiori delle case;
- 10:30: allarme rosso a Campi Bisenzio, dove l'argine del Bisenzio dà vistosi segni di cedimento nel quartiere di San Lorenzo. Fortunatamente il grosso muro resiste ma nella zona nord del comune si registrano le esondazioni dei torrenti Marina e Marinella;
- 12:00: a Firenze, dove il dramma è in pieno svolgimento e ci sono già le prime vittime note (due anziani rimasti intrappolati), la popolazione della zona di via Ghibellina è impegnata a salvare "dalla fine del topo" i detenuti del carcere delle Murate. I fiorentini, vincendo la loro proverbiale diffidenza, accolsero nei piani alti delle loro abitazioni questi fuggiaschi, coi quali instaurarono un positivo rapporto umano fatto di offerte di cibo, scuse per il disturbo, scambi di sigarette e chiacchiericci surreali per la situazione contingente. Molti fiorentini ricorderanno così con simpatia questi ospiti improvvisi per la loro umanità e riconoscenza (uno di essi promise ad una signora che si sarebbe sdebitato «appena sarò in grado di fare un buon colpo»).[6] Non ce la fece a salvarsi un giovane detenuto, il venticinquenne Luciano Sonnellini, travolto dalla corrente. Va anche detto che se alcuni detenuti particolarmente pericolosi approfittarono dell'occasione per evadere e dedicarsi al saccheggio delle armerie, la gran parte di essi si consegnò alle Forze dell'Ordine o fece spontaneo ritorno in carcere appena passata l'emergenza;
- 14:30: a Campi Bisenzio le acque inondano il quartiere di San Martino. Nella zona di Brozzi e San Donnino, dove le case a schiera sono in buona parte basse e le acque hanno raggiunto anche i sei metri, molte persone si salvano rompendo i muri divisori delle abitazioni per rifugiarsi nelle case più alte (in una casa di San Donnino si ritrovarono 56 persone in fuga). A San Donnino, alcuni allevatori della zona mettono in salvo le loro mucche al primo piano della locale Casa del Popolo: la scena delle inconsuete ospiti nelle sale e nel balcone del circolo sarà ripresa dai mezzi di comunicazione e diverrà una delle più popolari e curiose dell'alluvione;
- 20:00: mentre cala la sera, a Firenze, dove le acque hanno raggiunto anche i sei metri di altezza, l'Arno inizia lentamente a lasciare il centro storico e rientrare nel suo corso. È l'inizio della fine dell'incubo per la città, ma la furia del fiume in queste stesse ore arriva a Empoli, dove l'Elsa rompe gli argini.

### La notte tra il 4 e il 5 novembre
- Mentre a Firenze e dintorni arrivano i primi soccorsi (da ricordare, oltre all'esercito e ai vari corpi delle forze dell'ordine, i coraggiosi bagnini della Versilia giunti con pattìni e gommoni) l'Arno prosegue la sua folle corsa, rompendo gli argini a Santa Maria a Monte e sommergendo Castelfranco di Sotto e Santa Croce sull'Arno. Stesso copione a Pontedera, mentre Pisa, momentaneamente miracolata, deve lamentare il successivo crollo dello storico Ponte Solferino, il 13 novembre. Nelle stesse ore, Grosseto viene sommersa dalle acque dell'Ombrone a causa delle intensissime piogge che si stavano verificando a monte e che determinarono l'ingrossamento del fiume e di tutti i suoi affluenti.
- Nella mattina del 5, una parte di San Piero a Ponti (i rioni di San Cresci e San Giusto) si trova allagata da una misteriosa alluvione (il Bisenzio ha rotto dalla parte opposta; l'argine del Fosso Reale ha bloccato l'acqua dell'Arno proveniente da San Donnino). Si scopre ben presto che il motivo dell'inspiegabile inondazione è la presenza di un canale sotterraneo tra i due fossi scolmatori che corrono affiancati al Fosso Reale. L'acqua dell'Arno che sommerge San Donnino risale questo canale e inonda questa parte del territorio comunale campigiano, fermandosi solo alle prime case del capoluogo.

### I livelli raggiunti dalle acque

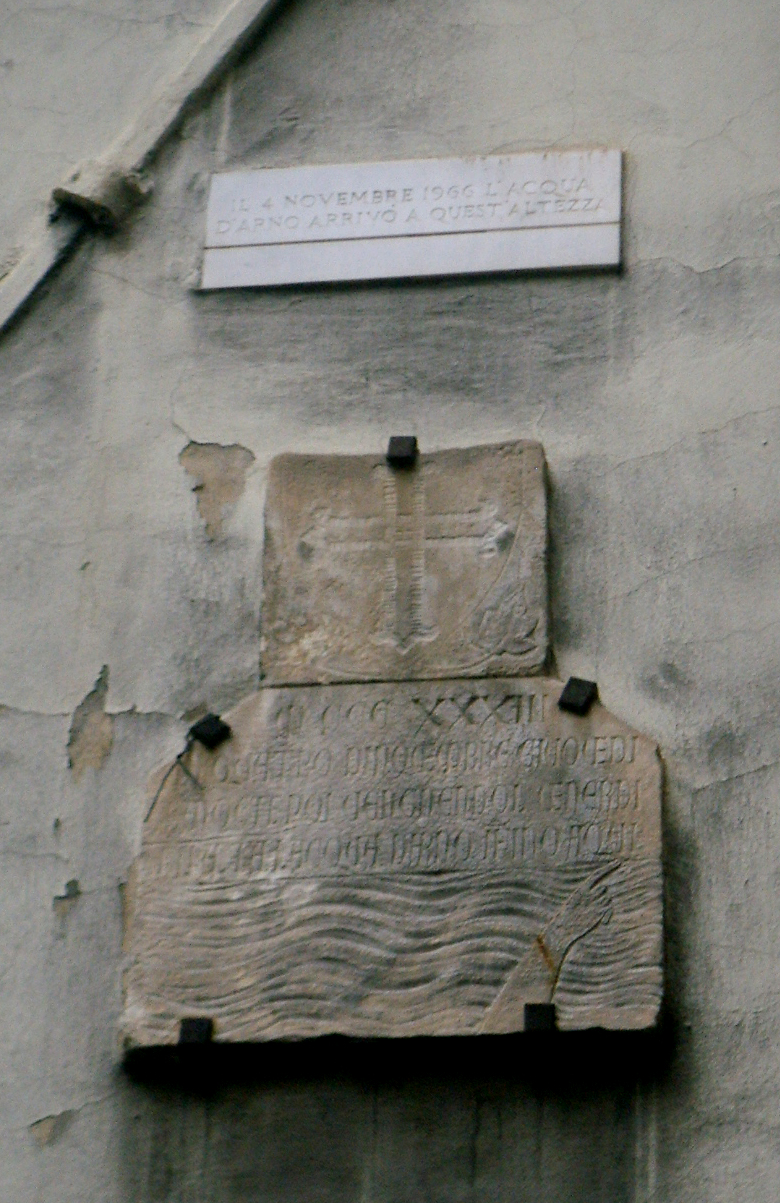
In Via San Remigio, nella zona altimetricamente più bassa della città, esiste una targa dell'alluvione del 1333 dove una manina scolpita indica il livello raggiunto dalle acque; ancora più in alto la targhetta che ricorda il livello raggiunto dalle acque nel 1966; le targhe sono a circa quattro metri d'altezza

L'alluvione del 1966 fu un evento eccezionale ed inaspettato per le sue proporzioni; a Firenze l'Arno, che pure aveva esondato spesso, non aveva mai raggiunto una tale furia, come attestano le targhe relative alle alluvioni precedenti come quella, fino ad allora reputata disastrosa, del 3 novembre 1844. Il discorso vale anche per i comuni limitrofi, da sempre abituati alle sfuriate degli affluenti dell'Arno o dei fossi, dove la gente si aspettava la solita piccola inondazione di cinquanta centimetri, evento ricorrente in alcune zone come le frazioni meridionali di Campi Bisenzio e dove ogni famiglia era munita della dotazione anti-allagamento composta da cateratte, secchi e scopettoni pesanti.
I livelli raggiunti dalle acque furono i seguenti.
- Comune di Campi Bisenzio
  - San Donnino: metri 5,30;
  - Sant'Angelo a Lecore: metri 4,20;
  - San Piero a Ponti-Gorinello: metri 4;
  - Le Miccine: metri 3;
  - San Martino: metri 2,30;
  - San Cresci: metri 1,20;
  - Campi Centro, località Maccione: metri 1,20;
  - San Giusto: metri 1;
  - Località Fornello: metri 1;
  - Campi Centro, località Il Pela: cm 50;
  - San Lorenzo: cm 50.

### I soccorsi
La gente comune, con gli esperti al lavoro, non perse tempo nel ripristinare le abitazioni e le attività economiche. In quei giorni in cui tutto fu offeso da acqua, fango e nafta, il sarcasmo tipico fiorentino resistette egregiamente alla piena. Alcune trattorie devastate esposero cartelli con scritto «oggi specialità in umido» e negozi sventrati annunciavano cartelli con frasi del tipo: «ribassi incredibili, prezzi sott'acqua!» o «Vendiamo stoffe irrestringibili, già bagnate». Comunque, si può dire che Firenze ritrovò una sorta di normalità in poche settimane, tanto che fu possibile addobbare il centro storico per le feste di Natale con alberi decorati con residuati dell'alluvione.

I cosiddetti angeli del fango all'opera

Durante l'alluvione, don Lorenzo Milani si prodigò affinché anche da Barbiana partissero aiuti alla volta di Firenze a base di acqua e pane. L'unico aiuto finanziario del governo fu una somma di 500mila lire ai commercianti, erogata a fondo perduto e finanziata con l'usuale sistema dell'aumento del prezzo della benzina (10 lire al litro). La FIAT ed altre case automobilistiche offrirono a chi aveva perso l'auto uno sconto del 40% per comprarne una nuova e una "supervalutazione" di 50mila lire per i resti della macchina alluvionata. Un grande merito nell'opera di sensibilizzazione si dovette ad un documentario dal titolo "Per Firenze", realizzato dal regista fiorentino Franco Zeffirelli, che comprendeva un accorato appello in italiano dell'attore gallese Richard Burton.

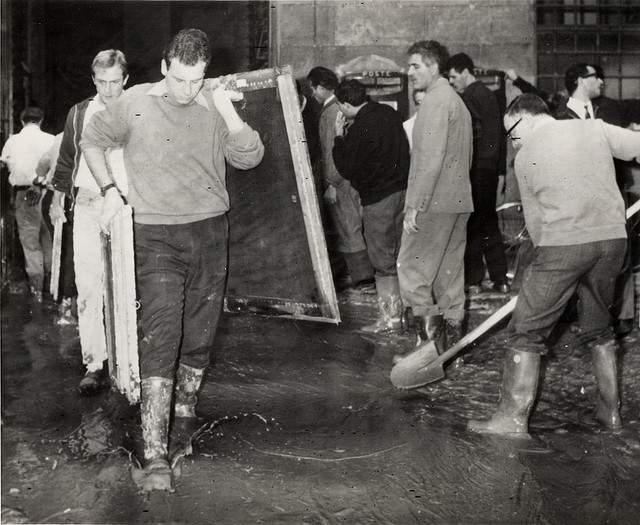
Volontari che aiutano a mettere in salvo i dipinti degli Uffizi

Fra gli appelli che vengono lanciati verso la fine del documentario vi è anche quello del politico statunitense Ted Kennedy (fratello del defunto presidente John Fitzgerald). Giunsero così presto nel capoluogo toscano i primi aiuti, in veste più o meno ufficiale. Un grande contributo fu dato da altre località toscane, come Prato ed alcuni comuni della Versilia (che misero a disposizione, come già detto, pattìni, gommoni e bagnini), da altri comuni e città italiane (in particolare umbre ed emiliano-romagnole, per solidarietà "di partito"), dalle forze armate americane di stanza in Italia, dalla Croce Rossa tedesca, da varie associazioni laiche e cattoliche, da alcune federazioni di partiti politici e, ovviamente, dalle Forze Armate Italiane. Aiuti "ufficiali" arrivarono anche dall'Unione Sovietica, dalla Cecoslovacchia e dall'Ungheria: l'esondazione dell'Arno era stata quindi capace di corrodere, seppur per poco, il ferro della Cortina.
Particolarmente commovente e significativo fu il gesto della cittadina gallese di Aberfan, che inviò uno stock di abiti per bambini: questa cittadina era stata teatro il 21 ottobre 1966 di una tragedia che era costata la vita a 116 bambini e 28 adulti, causata dal collasso di una collina di scarti della lavorazione del carbone che aveva travolto la scuola cittadina.

Lo spirito toscano fece persino diventare umoristico e simpatico un drammatico salvataggio di alcune anziane suore di un convento di San Piero a Ponti, che erano state raggiunte da alcuni coraggiosi soccorritori versiliesi: la corrente ancora impetuosa rendeva molto difficili le operazioni e la comprensibile paura delle religiose, che dovevano calarsi da una finestra, non migliorava la situazione. Il drammatico salvataggio si risolse però in una scena umoristica, con i soccorritori che bestemmiavano continuamente e le monache che, imperterrite, continuavano a pregare. La vicenda si concluse però al meglio, con il salvataggio delle suore e, passate la paura e la tensione, con reciproche attestazioni di simpatia tra i protagonisti della vicenda. A Natale giunse in visita papa Paolo VI, che celebrò la messa nella cattedrale di Santa Maria del Fiore.

### Le conseguenze

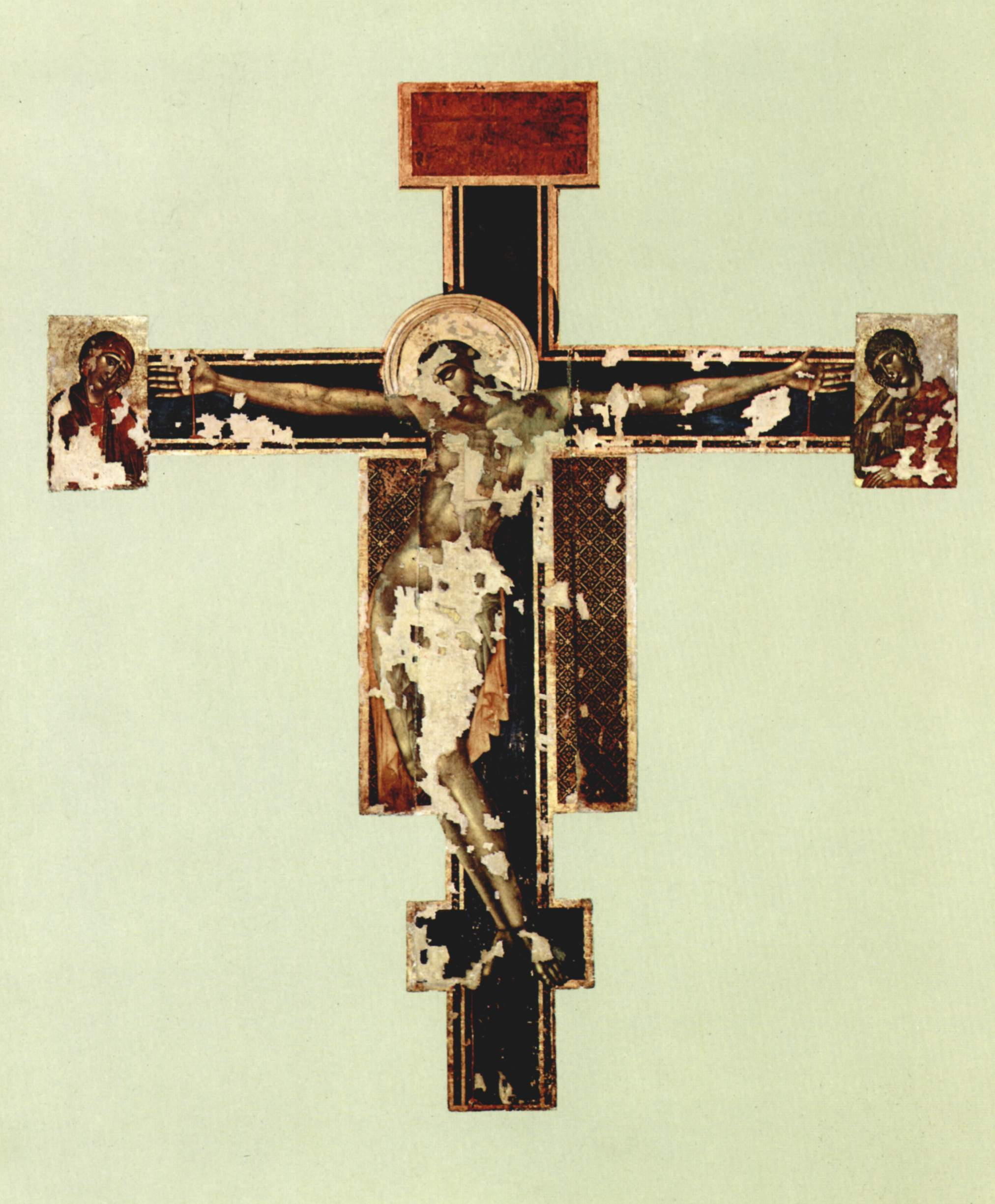
Cimabue, Crocifisso di Santa Croce con i danni dell'alluvione

L'alluvione non aveva interessato solo la città di Firenze, ma di fatto, con varia intensità, tutto il nord e centro Italia. La forza delle acque, solo in Firenze, e la piena, che apportò circa seicentomila metri cubi di fango, avevano distrutto vari ponti e reso inagibili molte strade, rendendo assai difficoltosa l'opera di primo soccorso.
L'alluvione fu uno dei primi episodi in Italia in cui si evidenziò l'assoluta mancanza di una struttura centrale con compiti di protezione civile: i cittadini non furono avvertiti dell'imminente fuoriuscita del fiume, tranne alcuni orafi di Ponte Vecchio che ricevettero una telefonata di una guardia notturna che li invitava a vuotare le loro botteghe; le notizie furono date in grande ritardo e i mezzi di comunicazione tentarono di sottacere l'entità del disastro; per i primi giorni gli aiuti provennero quasi esclusivamente dal volontariato e dalle truppe di stanza in città, mentre per vedere uno sforzo organizzato dal governo bisognò attendere sei giorni dopo la catastrofe.
Un'importante conseguenza socio-economica dell'alluvione fu il definitivo colpo di grazia alle attività agricole e dell'allevamento nella Piana, già in crisi per il trend economico generale: molti contadini ed allevatori della zona, avendo perso tutto il materiale e le mandrie sotto le acque, decisero di non riavviare le proprie attività e di impiegarsi nell'industria o di aprire piccole attività artigianali o commerciali. Questo notevole cambiamento occupazionale fu poi alla base del successivo sviluppo manifatturiero, artigianale e commerciale della zona, che vide trasformare Calenzano, Campi Bisenzio, Sesto Fiorentino, Signa ed altri comuni da territori a vocazione agricola a zone industriali.

### Le vittime a Firenze e in Toscana
Uno dei principali "misteri" dell'alluvione fiorentina è sempre stato il numero delle vittime: la segretezza ed il riserbo delle autorità sull'argomento fin dai primi giorni contribuirono a far diffondere macabre leggende metropolitane, come quella che sosteneva che decine di fiorentini avessero trovato una morte orribile, sorpresi dalle acque nel sottopasso di piazza della Stazione. Oltretutto i fiorentini asserragliati in casa avevano visto scorrere sotto le loro finestre decine di manichini portati via delle sartorie e dalle boutique del centro, scambiandoli per corpi umani, e ciò aveva rafforzato le dicerie sulla presunta strage.
Il punto di riferimento per una informazione documentata sulle vittime dell'alluvione a Firenze e in Toscana è l'archivio POLARIS dell'IRPI-CNR-Istituto per la Protezione Idrogeologica del Consiglio Nazionale delle Ricerche. L'archivio POLARIS indica in 47 le vittime in tutta la regione, delle quali 38 registrate a Firenze e provincia, cinque in provincia di Pisa, due in provincia di Grosseto, una in provincia di Arezzo e una in provincia di Lucca. L'IRPI-CNR evidenzia l'incertezza che ancora permane sulla valutazioni.
Per quanto riguarda la provincia di Firenze l'elenco ufficiale della Prefettura fu trasmesso al Ministero un mese dopo l'accaduto.
Solo nel 2006, dopo 40 anni, l'Associazione "Firenze Promuove", presieduta dal giornalista Franco Mariani e che dal 1996 si occupa delle celebrazioni annuali dell'alluvione, ha pubblicato il documento ufficiale della Prefettura del novembre 1966, che fissa in 35 il numero delle vittime, di cui 17 a Firenze e 18 nei comuni della provincia. Persero la vita in quei drammatici giorni, per cause più o meno dirette dovute all'alluvione:

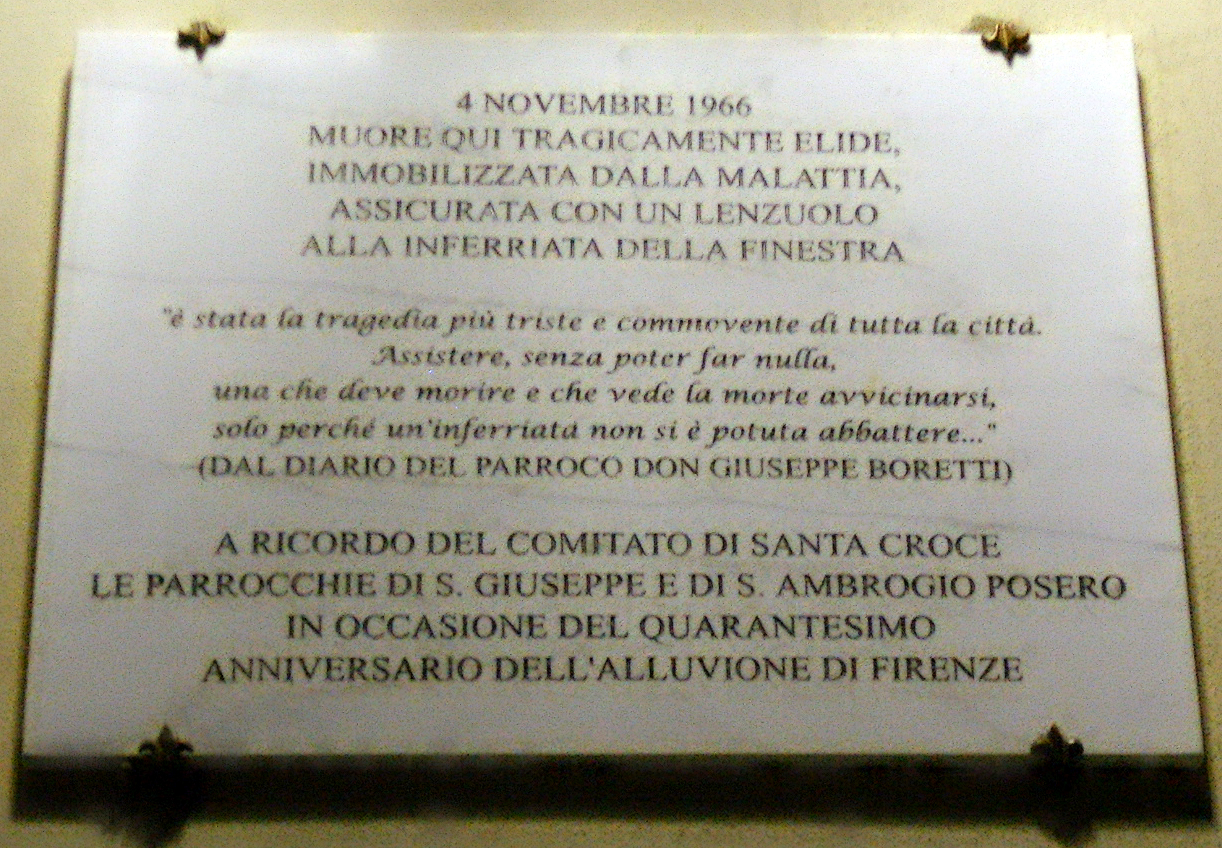
La targa che ricorda la scomparsa di Elide Benedetti, via San Giuseppe

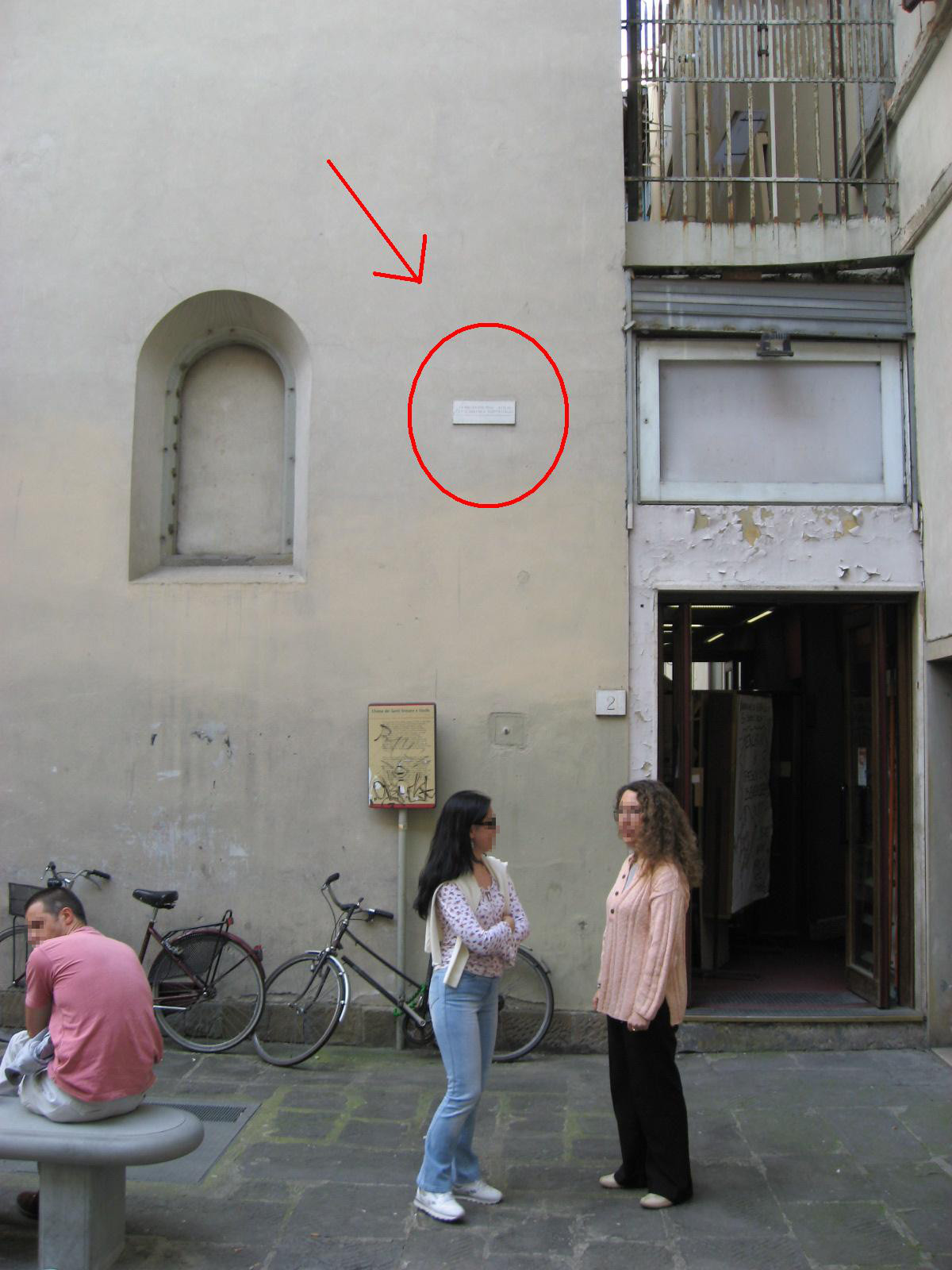
Altezza di una delle targhe che ricordano il livello raggiunto dall'acqua nel 1966 in via Isola delle Stinche

- Elide Benedetti, 66 anni. Inferma sulla carrozzina, abitava in via delle Casine e trovò una morte orribile: alcuni carabinieri, impossibilitati a portarla via, la legarono alle sbarre della finestra per impedire che venisse travolta; i carabinieri andarono a cercare soccorso, ma nel frattempo la donna morì annegata, assistita fino all'ultimo da un parroco coraggioso.
- Giuseppina Biancalani, 76 anni. Abitava in via Aretina e morì per le conseguenze di una caduta.
- Guido Chiappi, 73 anni. Abitava in via Arnolfo e fu travolto dalla corrente.
- Pietro Cocchi e Giuseppina Poggioli, 74 anni. I due, marito e moglie, vivevano in via Gian Paolo Orsini. Nonostante fossero stati avvertiti, non si misero in salvo anche perché l'uomo era infermo.
- Maria Facconi, 48 anni, Viveva in piazza Santa Croce e morì per un infarto dopo essere stata portata in salvo perché non fu possibile trovare l'ossigeno per la respirazione artificiale.
- Angela Fanfani, 69 anni. Morì nella sua abitazione in un sottosuolo di via Aretina nonostante un disperato tentativo dei vicini di salvarla.
- Italia Frusi, 85 anni. La signora, cieca e inferma, morì nella sua camera del Pensionato del Sacro Cuore in via Masaccio.
- Lino Leporatti, 65 anni. Viveva in via Benedetto Marcello e fu travolto dalla corrente.
- Ermenegildo Livi, 81 anni. Abitava in via Francesco Datini e morì per un infarto dopo essere stato messo in salvo.
- Carlo Maggiorelli, 53 anni. Di Pozzolatico, addetto alla sorveglianza degli impianti idrici dell'acquedotto dell'Anconella, fu portato via dalla furia delle acque mentre rispondeva a una telefonata che lo esortava a fuggire.
- Angelina Marè, 59 anni, morta annegata nella sua casa di Borgo Pinti.
- Cesare Martelli, 54 anni. Fu travolto dalle acque per essersi trattenuto nella sua casa di via Ghibellina per cercare di salvare dei beni di valore.
- Fedora Nesi, 77 anni. Paralitica, morì annegata nella sua casa di via Ghibellina.
- Armido Peruzzi, 71 anni. Messosi in salvo dalla prima ondata, morì annegato nella sua casa di via di Rusciano, dove era tornato per recuperare alcuni beni, travolto da una seconda ondata.
- Luciano Sonnellini, 25 anni. Detenuto del carcere delle Murate, fu travolto dalla corrente mentre cercava di raggiungere una delle case degli ospitali fiorentini.
- Carlo Vensi, 80 anni. Morì per l'esplosione di un deposito di carburo al piano terreno della propria abitazione di via Scipione Ammirato.
- Corinna Cintelli, 70 anni, di Sant'Angelo a Lecore. Morì annegata dopo essere scivolata da un pattino mentre veniva messa in salvo.
- Guido Borghi, 64 anni. Morì a Castelfiorentino mentre stava cercando di salvare il bestiame.
- Giovanni e Vittorio Cortini, di 58 e 24 anni. Morirono per il crollo della loro casa a Castelfiorentino.
- Agostina Bini, 73 anni, di Empoli. Fu sorpresa dall'acqua mentre si trovava a letto ammalata; salvata, morì pochi giorni dopo in ospedale per i postumi.
- Palmiro Mancini, 66 anni, di Empoli; morto travolto dalla corrente.
- Orfea Casini, 68 anni, di Montelupo Fiorentino, morta travolta dalla corrente dopo essere caduta durante il salvataggio in elicottero.
- Giovanni Chiarugi, 68 anni, di Montelupo Fiorentino, fornaio del paese, annegato mentre su viale Umberto I si recava all'Ospedale Psichiatrico Giudiziario per portare il pane.
- Particolarmente drammatico fu il bilancio per il comune di Reggello, dove morirono nel crollo della loro casa Brunetto Gonnelli (43 anni); Donatella Gonnelli (6 anni); Guidalma Gonnelli (9 anni); Lorenzo Gonnelli (31 anni); Rosina Merciai (43 anni) e Carolina Nocentini (70 anni).
- Il comune di Sesto Fiorentino pagò anch'esso un tragico prezzo umano all'alluvione: nella zona dell'Osmannoro persero la vita i piccoli Leonardo Sottile, di soli tre anni e mezzo, morto per l'esplosione di un deposito di carburante nella casa dove abitava con la famiglia e Marina Ripari, 3 anni, strappata dalle braccia del padre dalla corrente.

### I danni al patrimonio artistico e i restauri
È inevitabile che più duratura nella memoria sia rimasta la tragedia, sia pure incruenta, dell'immenso patrimonio artistico di Firenze, che da sempre rende il capoluogo toscano celebre in tutto il mondo: migliaia di volumi, tra cui preziosi manoscritti o rare opere a stampa, furono coperti di fango nei magazzini della Biblioteca Nazionale Centrale, e una delle più importanti opere pittoriche di tutti i tempi, il Crocifisso di Cimabue della Basilica di Santa Croce, deve considerarsi, nonostante un commovente restauro, perduto all'80%. La nafta del riscaldamento impresse le tracce del livello raggiunto dalle acque su tanti monumenti; la Porta del Paradiso del Battistero di Firenze fu spalancata dalle acque, e dalle ante sbattute violentemente si staccarono quasi tutte le formelle del Ghiberti. Innumerevoli furono i danni ai depositi degli Uffizi, ancora non completamente risarciti dopo anni di indefessi restauri.
Migliaia di giovani e meno giovani volontari di tutte le nazionalità arrivarono a Firenze subito dopo l'alluvione per salvare le opere d'arte e i libri, strappando al fango e all'oblio la testimonianza di secoli di arte e di storia. Questa incredibile catena di solidarietà internazionale rimane una delle immagini più belle nella tragedia. I giovani divennero gli "Angeli del fango", definizione creata dal giornalista Giovanni Grazzini, e furono uno dei primi esempi di mobilitazione spontanea giovanile nel XX secolo.
Per la tutela del patrimonio artistico danneggiato si mise subito in moto una gara a mettere al sicuro e approntare i primi restauri. Guidati dal soprintendente Ugo Procacci, i laboratori fiorentini dell'Opificio delle Pietre Dure raggiunsero gradualmente quei livelli di avanguardia e maestranza tecnica che tuttora li rendono una delle strutture più importanti a livello mondiale nel campo del restauro.
Oltre ai metodi tecnico scientifici allora disponibili, e a sviluppare nuove tecnologie allora ancora embrionali, Procacci fu uno dei primi a basare gli interventi di restauro cercando e studiando le fonti scritte lasciate dagli artefici nel corso dei secoli. La più profonda comprensione di tecniche e materiali antichi infatti si basò (secondo una scelta inusitata per l'epoca) sulla lettura attenta delle testimonianze antiche che spiegavano i procedimenti utilizzati per creare i manufatti artistici. Ricettari come Teofilo e trattati come il Libro dell'Arte di Cennino Cennini furono fondamentali per la conoscenza degli affreschi antichi e di altre tecniche e permisero un uso sapiente e calibrato delle tecniche aggiornate alle conoscenze moderne.
Nel 2016, in occasione del cinquantesimo anniversario dell'alluvione, è stato fatto un bilancio dei beni culturali, dei libri, delle opere, dei dipinti restaurati dall'Opificio delle Pietre Dure e dalle varie Soprintendenze e Ministeri. Una sintesi dei lavori di restauro in tutti i settori è stata presentata nella Mostra "La Bellezza Salvata" aperta dal 2 dicembre 2016 al 7 maggio 2017 a Palazzo Medici Riccardi a Firenze. La Mostra è stata realizzata da Comitato di Coordinamento del Progetto Toscana-Firenze2016 con il Comune di Firenze, la Regione Toscana, la Città Metropolitana di Firenze, la società Metamorfosi. Le curatrici della Mostra erano Cristina Acidini e Elena Capretti. La mostra ha avuto circa 70.000 visitatori, in parte notevole stranieri. Sul sito del CEDAF -Centro di Documentazione sulle Alluvioni di Firenze è disponibile la mostra virtuale con le presentazioni in italiano e in inglese.
In riferimento al rischio di danno ai beni culturali nel Convegno del novembre 2019 è emerso come, oltre al grande lavoro di restauro delle opere colpite, sono state messe in sicurezza molte delle opere e documentazione a rischio e predisposti piani di emergenza collegati ai piani di Protezione Civile. Nel Convegno è stato inoltre evidenziato che il rischio di inondazione per i beni culturali è anche collegato alla crescita delle precipitazioni di particolare intensità a causa dei cambiamenti climatici.
Per quanto riguarda le opere restaurate dall'Opificio delle Pietre Dure è stato pubblicato nel 2016 un volume che elenca i restauri realizzati.

### La ricostruzione
La disastrosa inondazione del 1966 ha avuto importanti conseguenze sui programmi e sull'organizzazione italiana per la difesa del suolo. Venti giorni dopo l'evento è stata costituita la Commissione Interministeriale per lo studio della Sistemazione idraulica e della Difesa del suolo, presieduta da Giulio De Marchi, da cui prenderà il nome. Ai lavori partecipano le personalità nazionali più qualificate nei campi della tecnica idraulica e di vari altri settori interessati. I lavori della commissione terminano nel 1970 e gli atti sono pubblicati nel 1974, due anni dopo la morte di De Marchi. Suddivisi in cinque volumi di oltre 2.800 pagine e con un'appendice con le cartografie dei litorali in erosione, essi rappresentano un'opera molto importante in ambito idraulico, sia per l'accuratezza delle rilevazioni che per la bontà delle soluzioni proposte. Nell'ambito della Commissione il prof. Giulio Supino, fiorentino, presiedette il gruppo di lavoro per l’Arno e il Serchio. Il Piano che porta il suo nome prevedeva la realizzazione di 23 serbatoi sull’asta principale e sugli affluenti, di cui 17 a monte di Firenze, per una capacità totale di 240 milioni di metri cubi. Al 2021 l'unica opera realizzata del Piano Supino è stato il serbatoio di Bilancino, entrato in esercizio nel 2001.
L'intervento più importante e unico fino al 2020 per la riduzione della pericolosità del centro storico di Firenze è stato l'abbassamento delle platee di Ponte Vecchio e di ponte a Santa Trìnita realizzato alla fine degli anni settanta, oltre e il sopralzo delle spallette in alcuni tratti del tronco fiorentino del fiume. Il prefetto di Firenze dal 1973 al 1977 Aldo Buoncristiano fu determinante per ottenere i finanziamenti al progetto di abbassamento predisposto dal Genio Civile sulla base di un modello fisico realizzato dall'Istituto di Idraulica dell'Università degli Studi di Bologna.
Per la riduzione della pericolosità idraulica a Pisa fu realizzato il completamento dello scolmatore dell'Arno a Pontedera.
Nel 1990, a seguito dell'emanazione della legge quadro sulla difesa del suolo, fu costituita l'Autorità di bacino del fiume Arno, con il compito di sviluppare il Piano di bacino. Questo importante atto, con forti ricadute anche di carattere urbanistico, è articolato per stralci e, tra le altre cose, indica le strategie per mitigare il rischio idraulico e la difesa dalle alluvioni. Il primo stralcio "rischio idraulico", sviluppato sotto la guida dell'allora Segretario generale Raffaello Nardi, prevedeva interventi strutturali per oltre 1,5 miliardi di euro e vide la luce nel novembre del 1999. Il piano, che tra le altre cose, vincolava molto del territorio di fondovalle non ancora edificato, restò sostanzialmente inattuato, soprattutto per gli scarsi finanziamenti pervenuti dallo Stato e la forte rigidità delle strategie che non offrivano probabilmente una sufficiente progressività dell'azione, visto anche l'estrema incertezza del flusso di risorse economiche.
Negli anni successivi si è provveduto all'approvazione del Piano di assetto idrogeologico (PAI). Questo piano, sviluppato sotto la guida dell'allora Segretario generale Giovanni Menduni, recupera diverse delle proposte indicate dal precedente. Inizia tuttavia da una dettagliata analisi della pericolosità e del rischio sul territorio del bacino fornendo mappe che consentono di indirizzare la programmazione urbanistica. Gli interventi sono poi graduati attraverso un'attenta analisi di priorità che ha consentito di avviare decisamente l'azione di messa in sicurezza. Con questo piano si sono ottimizzate le risorse economiche addivenendo così alla stipula di accordi tra Stato e Regione per il finanziamento degli interventi.
Intanto, nel 2001, entrava in servizio l'invaso di Bilancino. Quest'opera ad uso multiplo, oltre a sostenere il deflusso minimo vitale del fiume, alimentare l'acquedotto di Firenze, produrre energia e riqualificare l'alto Mugello dal punto di vista ricreativo, fornisce un forte contributo alla moderazione delle piene della Sieve ma con effetti modesti su Firenze.
Nel 2019 non erano stati realizzati interventi sull'asta principale a monte di Firenze. Erano in corso di realizzazione quattro casse di espansione nel Valdarno, per un volume di circa 40 milioni di metri cubi invasabili, finanziate dal Governo Nazionale con Italia Sicura e dalla Regione Toscana, ma solo nel 2016 in occasione del cinquantenario dell'Alluvione. È stato inoltre deciso il sopralzo della diga Levane che garantirà una capacità di laminazione della piena invasando fino a 10 milioni di metri cubi.
Il completamento delle quattro case di espansione del Valdarno e del sopralzo della diga di Levane dovrebbe essere realizzato entro il 2026, per il sessantesimo anniversario.
Allo stato dei fatti (2021), essendo le opere previste a monte di Firenze dal Piano in corso di realizzazione, resta il rischio del ripetersi di una esondazione con situazioni di maltempo paragonabili a quelle del 1966. In tal caso l'Arno tornerebbe ad allagare Firenze, anche se con livelli idrici più bassi almeno nel centro storico per effetto dell'abbassamento delle platee dei ponti.
È da sottolineare che il sistema di preannuncio, sviluppato dalla Regione Toscana operativo presso i Centri Funzionali di Protezione civile, consente procedure di allerta con tempi di anticipo impensabili solo pochi anni fa. Questo permette di predisporre piani di emergenza in grado di ridurre il danno e le possibili perdite di vite umane.
Particolare attenzione, nella cintura fiorentina occidentale, è stata data alla cura degli argini del fiume Bisenzio e dei fossi minori della zona, dopo l'alluvione del novembre 1991 che colpì il centro di Campi Bisenzio. La zona, da secoli sottoposta a periodici allagamenti più o meno gravi (tre grandi alluvioni del Bisenzio solo nel XX secolo) è stata curata con la periodica pulizia ed il rafforzamento degli argini, la costruzione di impianti idrovori e la realizzazione di casse di espansione. Sistemazione degli argini è stata realizzata anche nell'Ombrone Pistoiese e nel 2017 è entrata in funzione una cassa di espansione a monte di Poggio a Calano alluvionato nel 1992.
Significativa è stata nel 2019 la realizzazione, a cura del Consorzio di Bonifica, della cassa di espansione di La Roffia, nell'asta dell'Arno a valle di San Miniato, che ha svolto, insieme al canale scolmatore di Pontedera, un ruolo decisivo per proteggere Pisa dalla piena del 17 novembre 2019.

## Rischi attuali
Si è pure osservato che un'eventuale replica dell'alluvione del 1966 sarebbe oggi ancora più distruttiva: si è calcolato che oggi il livello delle acque, esondate con le stesse modalità di allora, supererebbe di circa due metri quello del 1966. Oltretutto in questi cinquant'anni molte zone a quel tempo deserte o a conduzione agricola sono state trasformate in quartieri densamente abitati o in aree industriali, basti pensare alla zona dell'Osmannoro e a gran parte del territorio comunale di Campi Bisenzio.
Un recente calcolo ha dimostrato che se un'alluvione come quella del novembre 1966 colpisse Firenze e le zone limitrofe, essa provocherebbe danni per circa 20 miliardi di euro, ossia quanto il valore medio di una legge finanziaria e pertanto le sue conseguenze sarebbero catastrofiche non solo per la città ma per tutta l'economia nazionale.

## Nei media
- Il cantautore fiorentino Riccardo Marasco canta un'ironica rievocazione dell'alluvione di Firenze nella traccia numero 4 (L'alluvione) dell'album Il porcellino.
- Il cantautore fiorentino Marco Masini ricorda nel 2005 l'alluvione di Firenze nella traccia numero 8 (Gli occhi dell'Arno) dell'album Il giardino delle api.
- Ispirata, seppur metaforicamente, all'alluvione di Firenze è anche la canzone The Floods of Florence del cantautore statunitense Phil Ochs.
- Nel 2016, in occasione del cinquantesimo anniversario, il cantautore fiorentino Alessandro Barbieri ha creato 4 canzoni[22] che sono state inserite in un CD donato agli Angeli del fango tornati a Firenze per le celebrazioni.
- Una delle scene del film del 2003 La meglio gioventù, diretto da Marco Tullio Giordana, è ambientata nei giorni seguenti l'alluvione. I fratelli Carati (protagonisti del film) si ritrovano nel fango per salvare il patrimonio della città. Da segnalare che la famosa scena "del pianoforte" è girata nel cortile di Palazzo Montauti-Niccolini, sede dell'Autorità di bacino che, per l'occasione, fu alluvionato artificialmente con tonnellate di fango.
- Una sequenza del film Amici miei - Atto IIº del 1982, diretto da Mario Monicelli e secondo episodio della trilogia omonima, si svolge a Firenze durante l'alluvione, mostrando le reazioni dei protagonisti: l'architetto Rambaldo Melandri (Gastone Moschin) è a casa dell'amante Noemi (Domiziana Giordano) e, accortosi dell'esondazione (nella pellicola, insieme ad una scena ricostruita, vengono montate brevi sequenze da riprese amatoriali eseguite durante l'alluvione in piazza del Duomo), scappa via a nuoto tuffandosi nelle acque per mettere in salvo mobili antichi e opere d'arte custodite nel suo appartamento al piano terreno, mentre il giornalista Giorgio Perozzi (Philippe Noiret) viene sorpreso a letto con la sua amante dal marito di lei ed il conte Lello Mascetti (Ugo Tognazzi) dice ai vicini di casa che le loro abitazioni si trovano in una posizione in cui l'acqua non può arrivare e, un attimo dopo, viene quasi travolto dall'onda di piena. In seguito i cinque protagonisti si ritrovano ad ammirare malinconicamente la città devastata dall'alto, dicendo di essere stati "alluvionati anche dentro" e lamentandosi di ciò che l'alluvione ha sottratto loro, con il barista Guido Necchi (Renzo Montagnani) che riferisce di aver trovato quattro pesci nel suo locale ed il medico Alfeo Sassaroli (Adolfo Celi) che cinicamente dice di sentirsi a disagio in quanto non ha subìto alcun danno grazie alla sua sistemazione di alto livello.

## Galleria d'immagini
L'alluvione del 1966 e le operazioni di recupero che seguirono sono state ampiamente documentate dagli scatti dei più famosi fotografi dell'epoca: non solo fiorentini, ma anche inviati dalle testate giornalistiche di tutto il mondo, interessate alle sorti della città d'arte. Fra questi gli Alinari, Ivo Bazzechi, la Foto Locchi, inviati dell'Associeted press, Balthazar Korab, David Lees, Cesare 'Red' Giorgetti e Giulio Torrini.

La mostra 4 Novembre 1966. Fotografie dell'alluvione a Firenze ha presentato una selezione di fotografie scattate appunto durante l'alluvione del 1966 a Firenze, tratta dal corposo fondo storico denominato Fototeca Italiana, conservato presso il Gabinetto Fotografico della Soprintendenza Speciale di Firenze. Le foto mostrano i danni inflitti dall'alluvione al prezioso patrimonio artistico e culturale fiorentino e gli sforzi per restaurare e recuperare le opere d'arte.

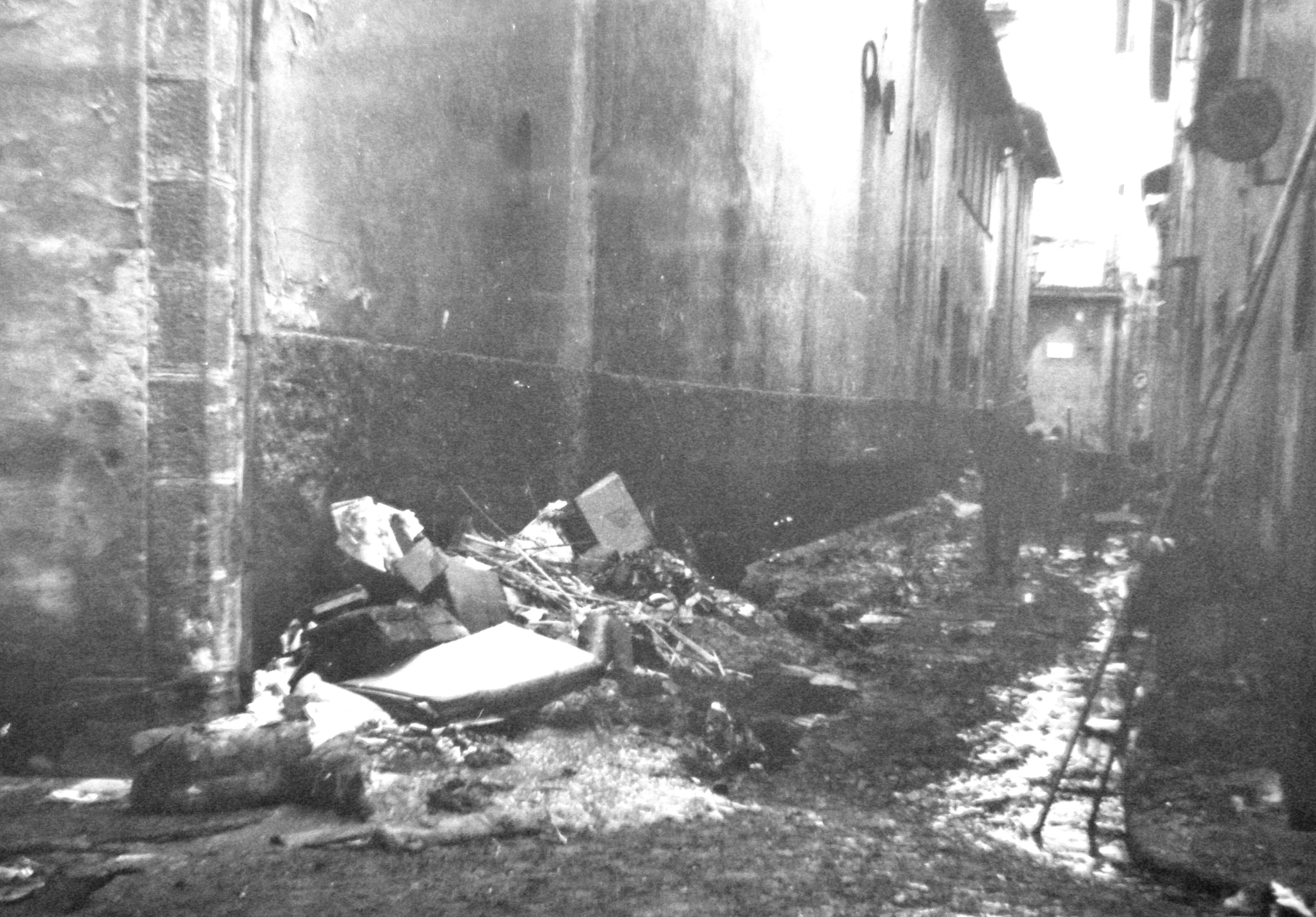
Una strada del centro storico dopo il ritiro dell'acqua
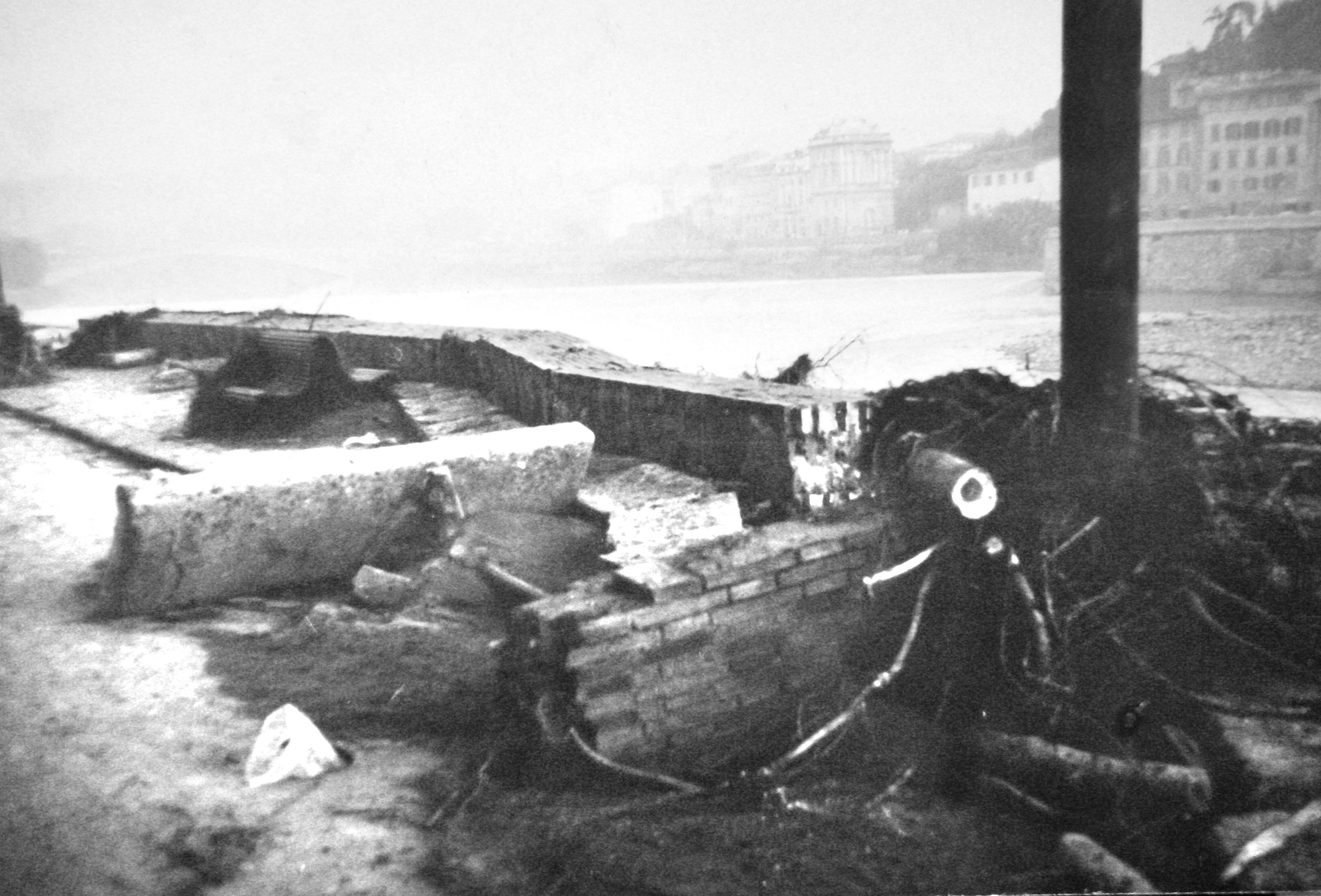
La spalletta del lungarno distrutta dalla piena
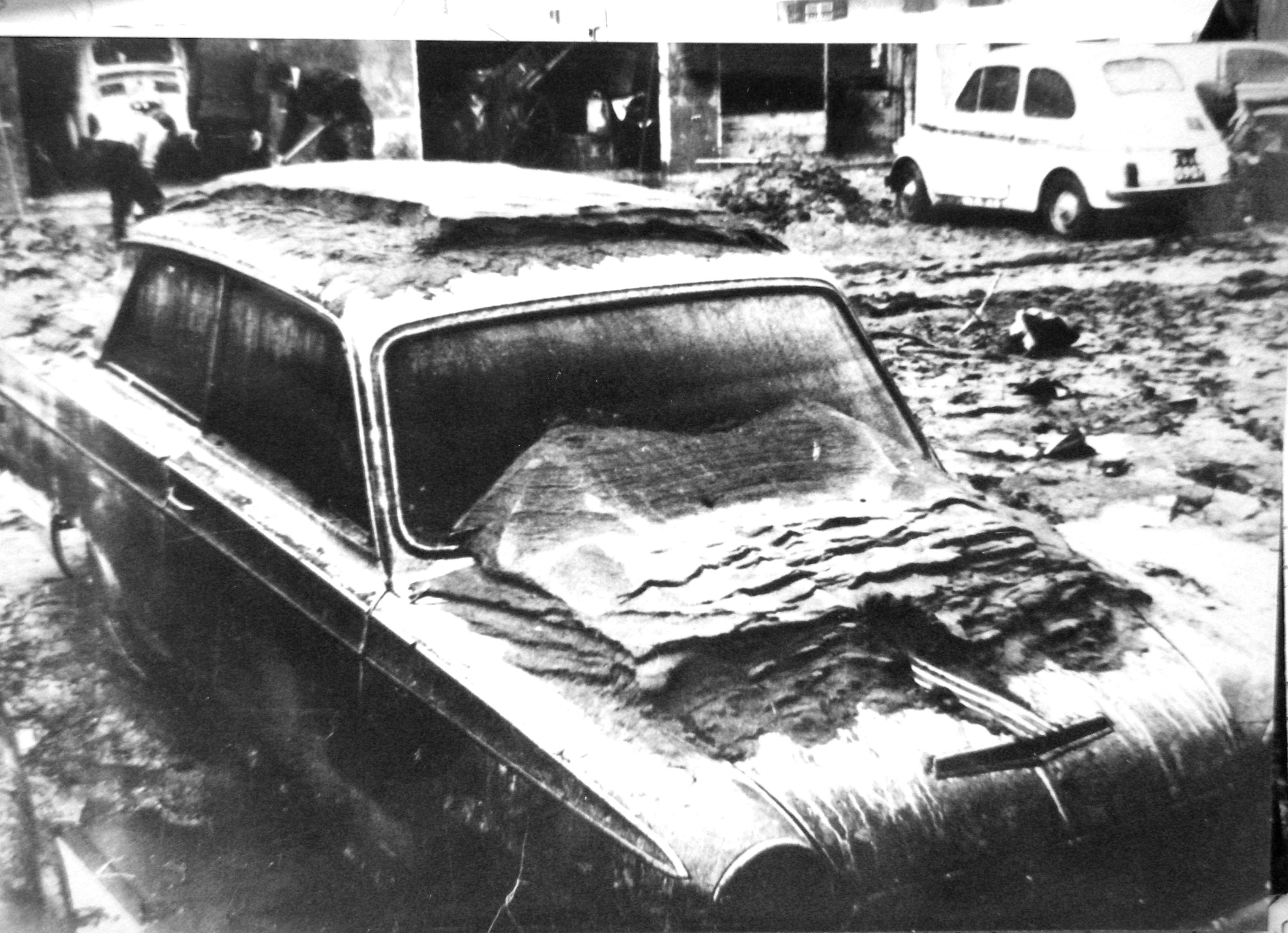
Auto coperta di fango
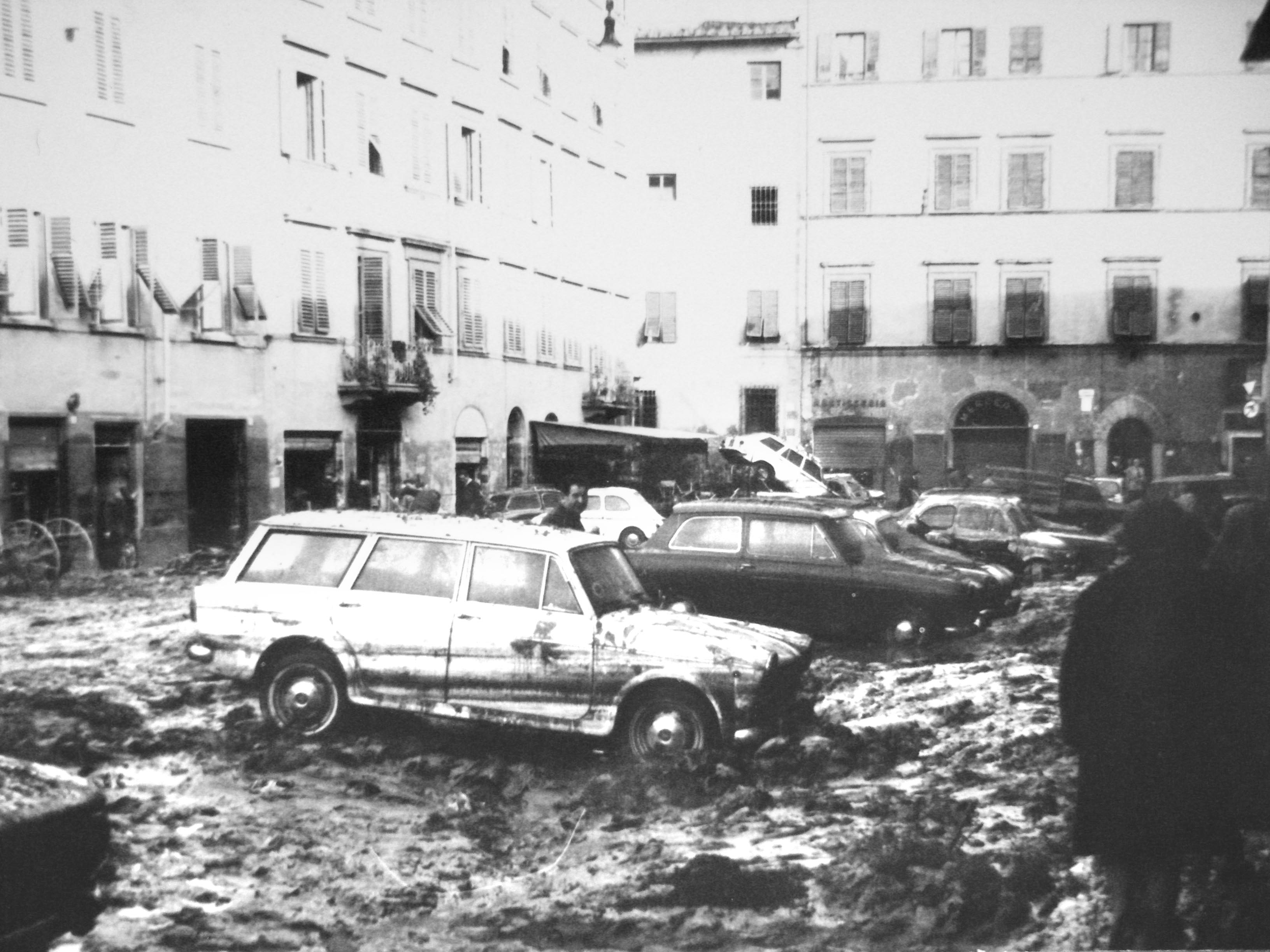
Piazza del Carmine dopo il ritiro dell'acqua
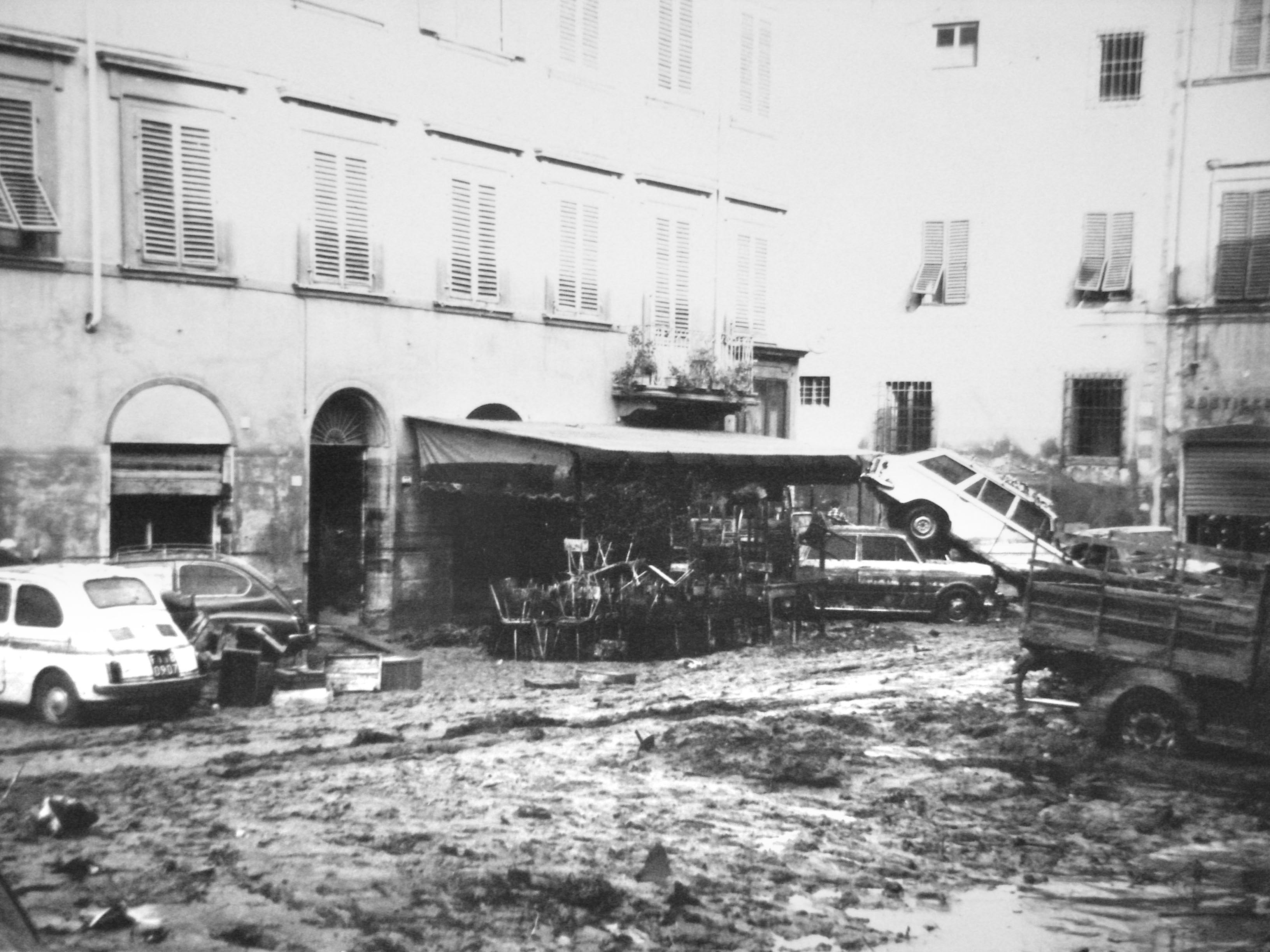
Altra immagine di Piazza del Carmine invasa dal fango
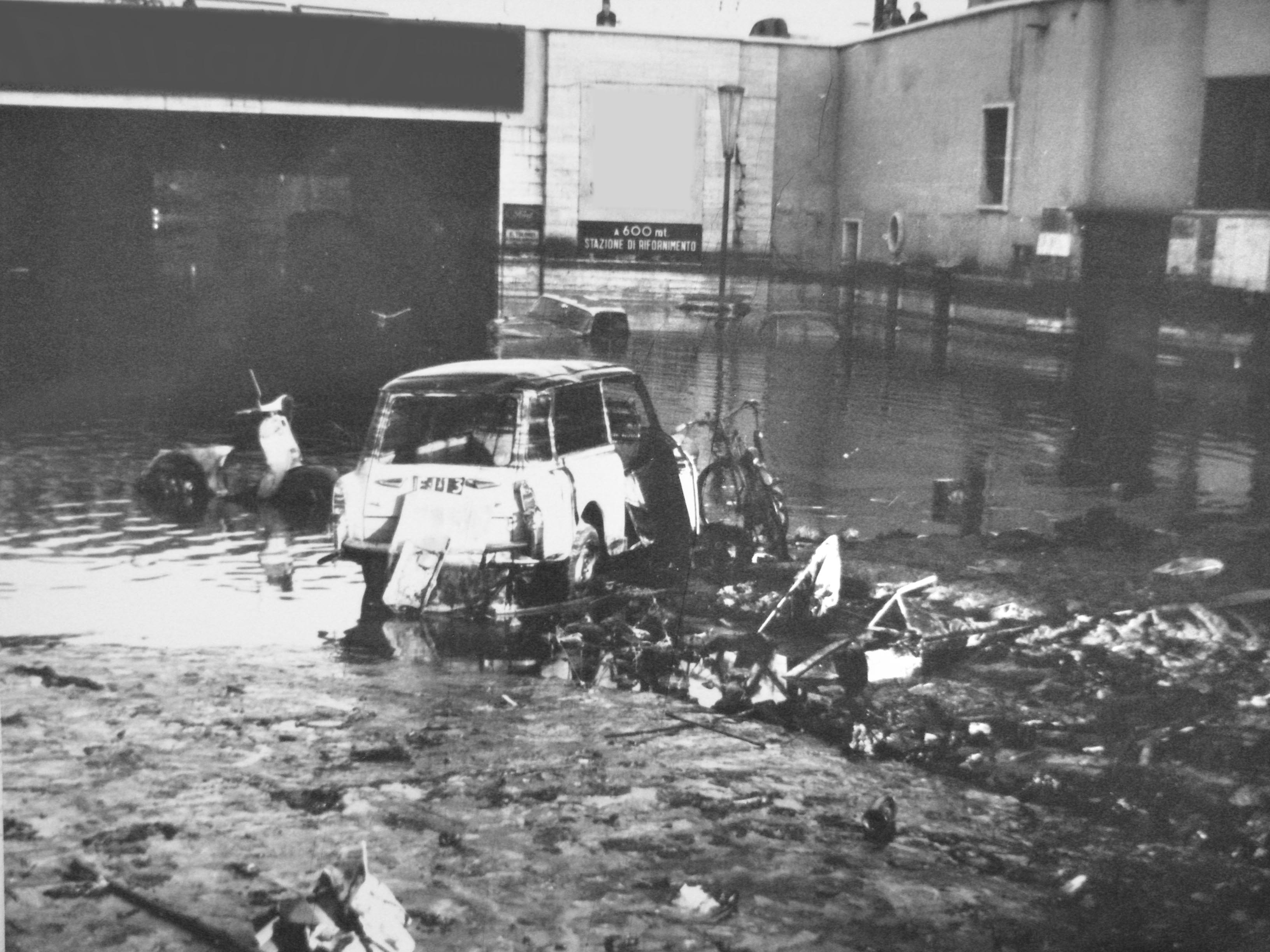
Sottopassaggio del Viale Fratelli Rosselli ancora invaso dall'acqua. Sul muro è ben visibile la traccia lasciata da questa, nelle ore della massima inondazione
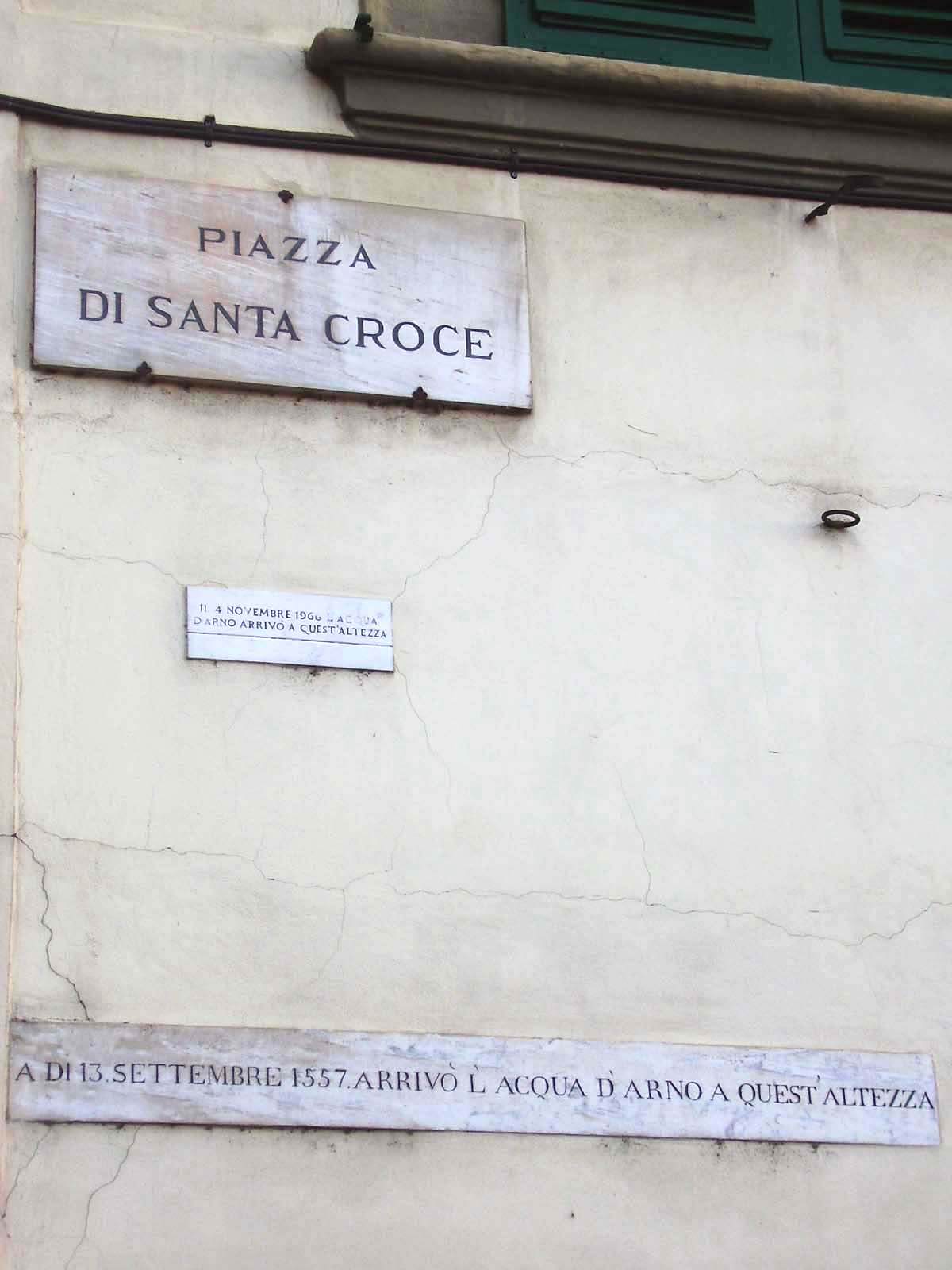
Targa dell'alluvione sopra un'analoga del 1557, Piazza Santa Croce
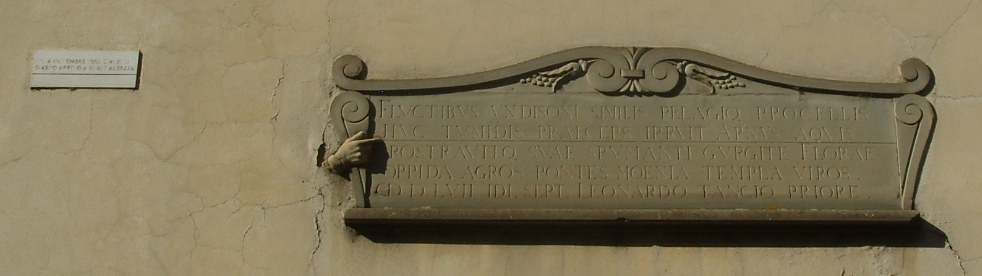
Targa sulla facciata di San Niccolò che ricorda i livelli dell'acqua nell'alluvione del 1557 (a destra) e del 1966 (a sinistra)